# Herbert Honz
Herbert Honz (ur. 6 września 1942 w Böhringen) – niemiecki kolarz torowy reprezentujący RFN, srebrny medalista mistrzostw świata.

## Kariera
Największy sukces w karierze Herbert Honz osiągnął w 1966 roku, kiedy wspólnie z Karl-Heinzem Henrichsem, Karlem Linkiem i Jürgenem Kißnerem zdobył srebrny medal w drużynowym wyścigu na dochodzenie podczas mistrzostw świata we Frankfurcie. Był to jedyny medal wywalczony przez Honza na międzynarodowej imprezie tej rangi. Dwa lata później wystartował na igrzyskach olimpijskich w Meksyku, gdzie rywalizację w wyścigu na 1 km ukończył na dziesiątej pozycji. Wielokrotnie zdobywał medale torowych mistrzostw kraju, w tym jedenaście złotych.